# ムッジョ
ムッジョ（伊: Muggiò）は、イタリア共和国ロンバルディア州モンツァ・エ・ブリアンツァ県にある、人口約24,000人の基礎自治体（コムーネ）。

## 地理

### 位置・広がり
モンツァ・エ・ブリアンツァ県南部に位置するコムーネで、県都モンツァから西へ約4km、州都ミラノから北北東へ約14km、コモから南南東へ約27kmの距離にある。

#### 隣接コムーネ
隣接するコムーネは以下の通り。括弧内のMIはミラノ県所属を示す。

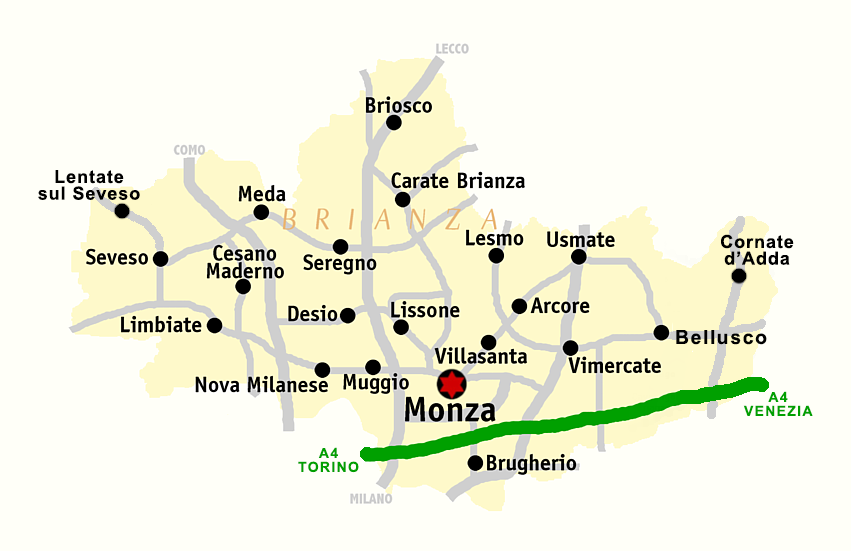
モンツァ・エ・ブリアンツァ県概略図

- チニゼッロ・バルサモ (MI)
- デージオ
- リッソーネ
- モンツァ
- ノーヴァ・ミラネーゼ

### 気候分類・地震分類
気候分類では、zona E, 2404 GGに分類される。
また、イタリアの地震リスク階級 (it) では、zona 3 (sismicità bassa) に分類される。